# Ataque com serrote a AKB48 em 2014
Em 25 de maio de 2014, integrantes do grupo feminino japonês AKB48 foram atacadas com uma serra manual durante um evento de "aperto de mão" entre fãs no Centro de Convenções, Cultura e Indústria de Iwate, em Takizawa, Prefeitura de Iwate . Duas integrantes do AKB48 — Anna Iriyama, de 18 anos, e Rina Kawaei, de 19 anos — e um funcionário da equipe que tentou impedir o agressor ficaram gravemente feridos e foram levados para o hospital. O agressor foi preso, julgado e condenado a seis anos de prisão.
Ambos os membros do grupo AKB48 passaram por cirurgia e ficaram afastadas das atividades do grupo por um longo tempo. Kawaei nunca conseguiu se recuperar mentalmente por completo e, em março do ano seguinte, anunciou sua saída (ou "graduação") do grupo, alegando que sua incapacidade psicológica de comparecer a eventos de "aperto de mão" dos fãs era o motivo.

## Ataque
Em 25 de maio de 2014, durante um evento de "aperto de mão" no Centro de Convenções, Cultura e Indústria de Iwate em Takizawa, Iwate, os membros do grupo Rina Kawaei e Anna Iriyama foram atacados por um homem de 24 anos, Satoru Umeta.
A arma usada por Umeta era um serrote dobrável que ele havia encontrado e levado de sua casa, modificando-o com a fixação de lâminas de estilete em suas laterais. Ele manteve a arma escondida em uma bolsa que ele carregou consigo até a barraca onde os membros estavam localizados e a sacou ao entrar.
Um funcionário do sexo masculino que tentou parar o agressor também foi ferido. Iriyama e Kawaei sofreram fraturas ósseas e lacerações nas mãos: o dedo mindinho direito de Iriyama e o polegar direito de Kawaei foram fraturados e cortados. Iriyama também sofreu cortes na cabeça. O funcionário sofreu cortes na mão esquerda. Umeta foi subjugado por outros funcionários presentes no local, com a polícia chegando e prendendo-o minutos depois.
Kawaei, Iriyama e o funcionário da equipe foram posteriormente tratados em um hospital pelas fraturas e cortes.

## Responsável
O agressor foi inicialmente preso por tentativa de homicídio, mas as acusações foram posteriormente alteradas pelo promotor para lesão corporal e violação de regulamentos de armas, alegando que "não era possível provar suficientemente que ele pensava nisso como uma tentativa de homicídio".
Foi revelado posteriormente que ele era um homem desempregado que não tinha nenhum interesse ou conexão com o AKB48. Umeta testemunharia mais tarde no julgamento criminal dizendo que estava frustrado porque tais idols eram bem pagas. Relatórios da polícia da prefeitura na época do incidente dizem que ele declarou que "se sentiu frustrado depois de perder o emprego no último més de dezembro", e que para ele "qualquer um era bom para matar", dizendo que ele acabou optando por um evento de aperto de mão do AKB48 porque muitas pessoas estariam reunidas em um só lugar. Dois CDs de singles diferentes do AKB48 foram encontrados em sua casa durante uma busca domiciliar; Umeta afirmou no tribunal que primeiro inspecionou o local usando o ingresso do evento de um deles, antes de cometer seu ataque, escolhendo qual estande tinha a menor fila para atacar mais rápido.
No julgamento, Umeta negou ter ferido o empregado masculino na sessão de novembro de 2014, mas acabou por se declarar culpado de acusações de lesão corporal e violação dos regulamentos de armas em dezembro. O procurador solicitou uma pena de prisão de 7 anos, para a qual o advogado de Umeta invocou circunstâncias atenuantes, como a sua esquizofrenia, e ele ter posteriormente explicado e lamentado as suas ações. Terminou sendo condenado a seis anos de prisão.

## Consequências
O AKB48 cancelou as suas apresentações teatrais até o final de maio, e os eventos de aperto de mão e de sessão fotográfica para fãs em maio e junho foram adiados.
Em resposta à preocupações de segurança, a Esquadra de Polícia de Manseibashi do Departamento de Polícia Metropolitana de Tóquio pediu à AKS que realizasse verificações de segurança nos membros do público na entrada do teatro.
Embora os grupos irmãos do AKB48, SKE48, NMB48 e HKT48 não tenham suspendido as suas apresentações teatrais, eles também introduziram medidas de segurança, como: detectores de metais, não utilização das cadeiras da frente nos teatros, suspensão de eventos de “toca aqui” após as apresentações e aumento do número de guardas de segurança.
Em 30 de maio, o AKB48 retomou suas aparições na televisão e em 2 de junho o grupo retomou as apresentações teatrais com medidas de segurança semelhantes às de seus grupos irmãos. Foram acrescentadas verificações de segurança e de bolsas no evento de divulgação dos resultados das eleições gerais e no concerto de “graduação” de Yuko Oshima.
Em 8 de abril de 2016, a gerente geral do grupo AKB48, Minami Takahashi, deu sua última entrevista como membro do grupo na Kin Sma Special na Tokyo Broadcasting System Television e revelou vários detalhes internos sobre o incidente, que ela só poderia dizer por estar deixando o grupo naquele mesmo dia.
Em 4 de janeiro de 2022, quase 8 anos após o incidente, foi anunciado que Iriyama se "formaria" no AKB48 após 12 anos no grupo. Ela se “graduou” no grupo em 17 de março daquele ano. Ela agora é uma atriz e YouTuber que atua no Japão e no México.